# Синага, Рейнхард
Рейнхард Синага (англ. Reynhard Sinaga; 19 февраля 1983, Джамби, Индонезия) — индонезийский насильник, который в период с 2015 по 2017 годы совершил изнасилование как минимум 48 молодых человек в городе Манчестер, Великобритания. В январе 2020 года он осуждён по 159 пунктам обвинения, включая обвинения в 136 случаях изнасилования в отношении 48 жертв, восьми случаях попыток изнасилования и получил в качестве наказания 88 сроков в виде пожизненного лишения свободы с правом подачи ходатайства на условно-досрочное освобождение по отбытии 30 лет заключения.
Свои преступления Синага совершал в отношении гетеросексуальных юношей и молодых мужчин, которых встречал ранним утром после посещения развлекательных мероприятий в ночных клубах и пабах, после чего заманивал их в свои апартаменты для совместного распития спиртных напитков и употребления наркотических средств, где вскоре накачивал их различными транквилизаторами и подвергал многочасовому сексуальному насилию. Одна из его жертв в течение нескольких часов была подвержена сексуальному надругательству 14 раз. Акты насилия Синага записывал на видео, после чего ряд из них выкладывал в социальные сети через приложение WhatsApp. Настоящее количество жертв Рейнхарда Синаги по версии следствия может составлять 195 человек.

## Ранние годы
Рейнхард Тамбош Марули Туа Синага родился 19 февраля 1983 года в городе Джамби, Индонезия, в семье успешного бизнесмена и банкира, благодаря чему детство и юность провёл в социально-благополучной обстановке. Был старшим ребёнком в семье из четырёх детей. В конце 1990-х его отец перевёз семью в город Депок, где Рейнхард посещал престижную школу «Depok 1 Public High School», которую окончил в 2001 году. В школьные годы Синага не имел проблем с успеваемостью, имел множество друзей и подруг, но не пользовался популярностью в школе и периодически подвергался нападкам других учеников из-за женоподобности во внешнем виде. После окончания школы Рейнхард Синага поступил в ведущее государственное учебное заведение страны — Университет Индонезии, где изучал архитектуру. После окончания университета в 2006 году, Синага эмигрировал в Великобританию по студенческой визе. Он остановился в Манчестере. В августе 2007 года он стал студентом престижного Манчестерского университета, где получил степень магистра в области «городского планирования» в 2009 году и степень магистра в области Социологии в 2011 году. В учебные годы Синага стал посещать Церковь Англии. После его разоблачения, представители епархии осудили его действия и предали его анафеме. Окончив университет, Рейнхард в 2012 году поступил в аспирантуру Лидского университета, где стал писать диссертацию по дисциплине «Социально-экономическая география» под названием
«Сексуальность и повседневный транснационализм среди геев и бисексуалов южноазиатского происхождения в Манчестере». Диссертация была представлена к защите в августе 2016 года, однако Синага её провалил.
Будучи студентом Синага проживал в съёмной квартире, расположенной в центре города в районе под названием «Gay Village», который пользуется большой популярностью в Манчестере среди гомосексуалов и иных представителей ЛГБТ-ссобщества из-за наличия в районе множества гей-баров и других подобных этим заведений. Все годы, проведённые в Англии, Рейнхард нигде не работал, жил на материальном обеспечении отца, который оплачивал все его расходы. Большую часть свободного времени он проводил в гей-барах, вследствие чего имел множество знакомых и друзей среди гомосексуалов. Будучи открытым геем, Синага сумел скрыть от членов своей семьи свою нетрадиционную сексуальную ориентацию, вследствие чего в середине 2010-х начал испытывать психологический дискомфорт, после того как его отец потребовал закончить обучение и вернуться обратно в Индонезию и создать семью.

## Серия преступлений
В качестве жертв Рейнхард Синага выбирал юношей и молодых мужчин в возрасте 17-33 лет. Так как он проживал вблизи расположения множества ночных клубов, пабов, ему без труда удавалось найти потенциальных жертв в раннее время суток, многие из которых пребывали в состоянии сильнейшего алкогольного опьянения. Обладая выраженной харизмой и безупречными манерами, Синага без всяких усилий завоёвывал расположение и симпатию своих жертв. Под разными предлогами Рейнхард заманивал их в свою квартиру, где предлагал жертве употребить наркотические средства и спиртные напитки, предварительно подмешав им в порции гамма-оксимасляную кислоту в крупных дозах, после чего жертвы теряли сознание и были в дальнейшем изнасилованы им. Акты насилия Синага записывал на видео посредством двух айфонов и создал в течение двух лет несколько тысяч фотографий. В качестве побочных эффектов сильная интоксикация вызывала у жертв рвоту и недержание мочи, тем не менее большинство жертв, придя в сознание, находились в состоянии антероградной амнезии из-за употребления наркотических веществ и алкогольных напитков, они не помнили деталей инцидента и не предполагали, что стали жертвой сексуального насилия, вследствие чего преступник не принимал никаких мер по сокрытию следов преступления.